# 港灣

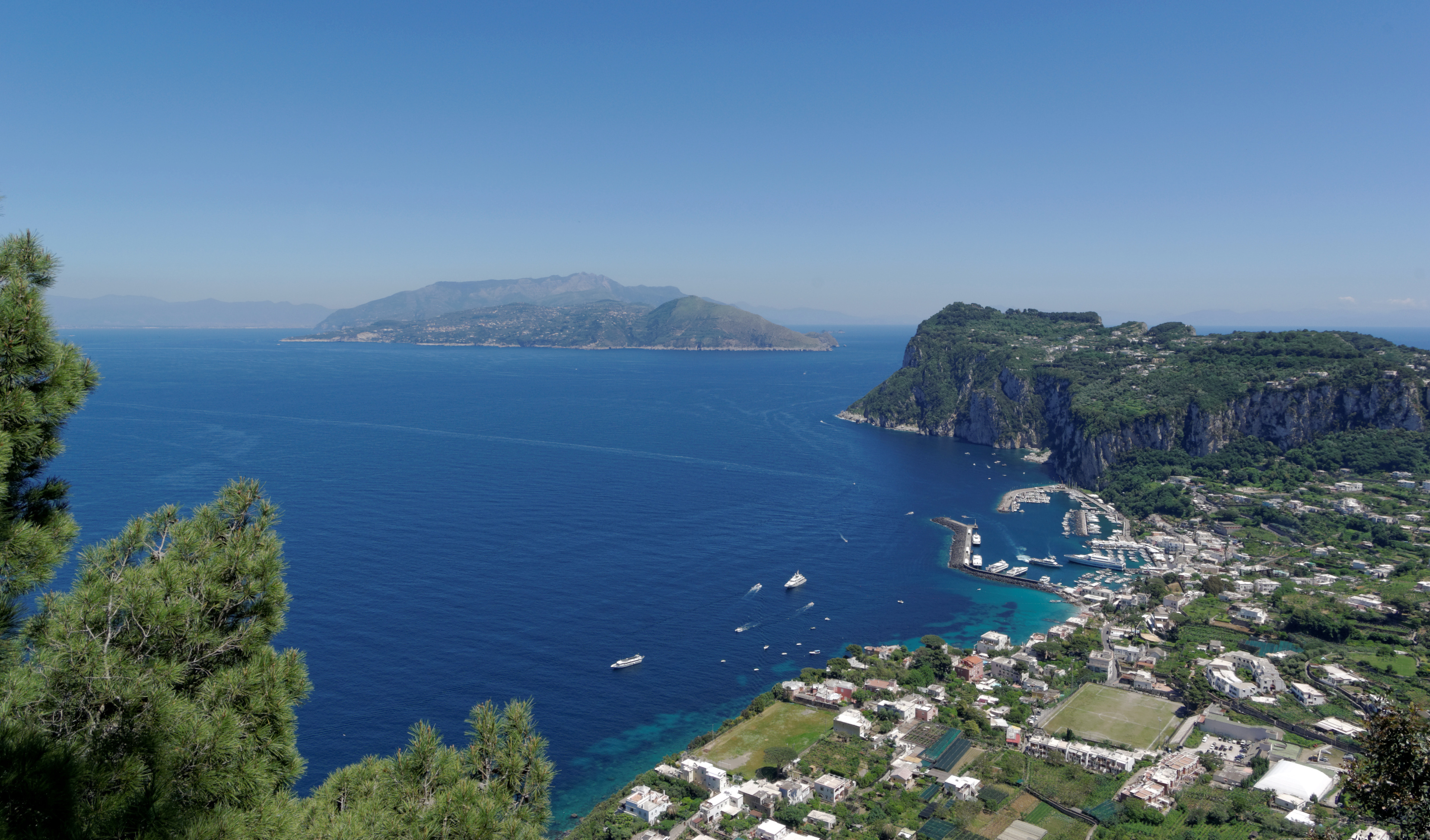
意大利卡普里島的港灣

港灣，又稱海港，是一種能抵擋風浪，供船隻、艇和駁船停泊的水體。另一個經常和「港灣」交替互用的詞語——港口指稱的是一種供客船卸載貨物、客船上落乘客的人造設施，通常由一個或多個港灣組成，埃及的亞歷山大港就是一個由兩個港灣構成的港口。
港灣分為天然港和人工港兩種。天然港由高山所環繞，如香港的維多利亞港。人工港不是建有防波堤、海塘、碼頭的海灣（如美國加州長灘港），就是人類疏浚水域後形成的港口設施（如美國加州聖迭戈港，此港灣原為淺水的鹽鹼灘和乾潟，不適合現代商船和軍艦停泊，後於20世紀進行疏浚工程），其中在疏浚工程中形成的港灣容易淤積，需要定期進行清淤工程。

## 人工港
人工港灣通常都是為了修建港口而修建。全球最大的人工海港位於阿聯酋杜拜的傑貝阿里。其他繁忙的大型人工港灣有荷蘭的鹿特丹、美國得州休斯頓、美國加州長灘和美國加州聖佩德羅灣（San Pedro）洛杉磯港。

## 天然港

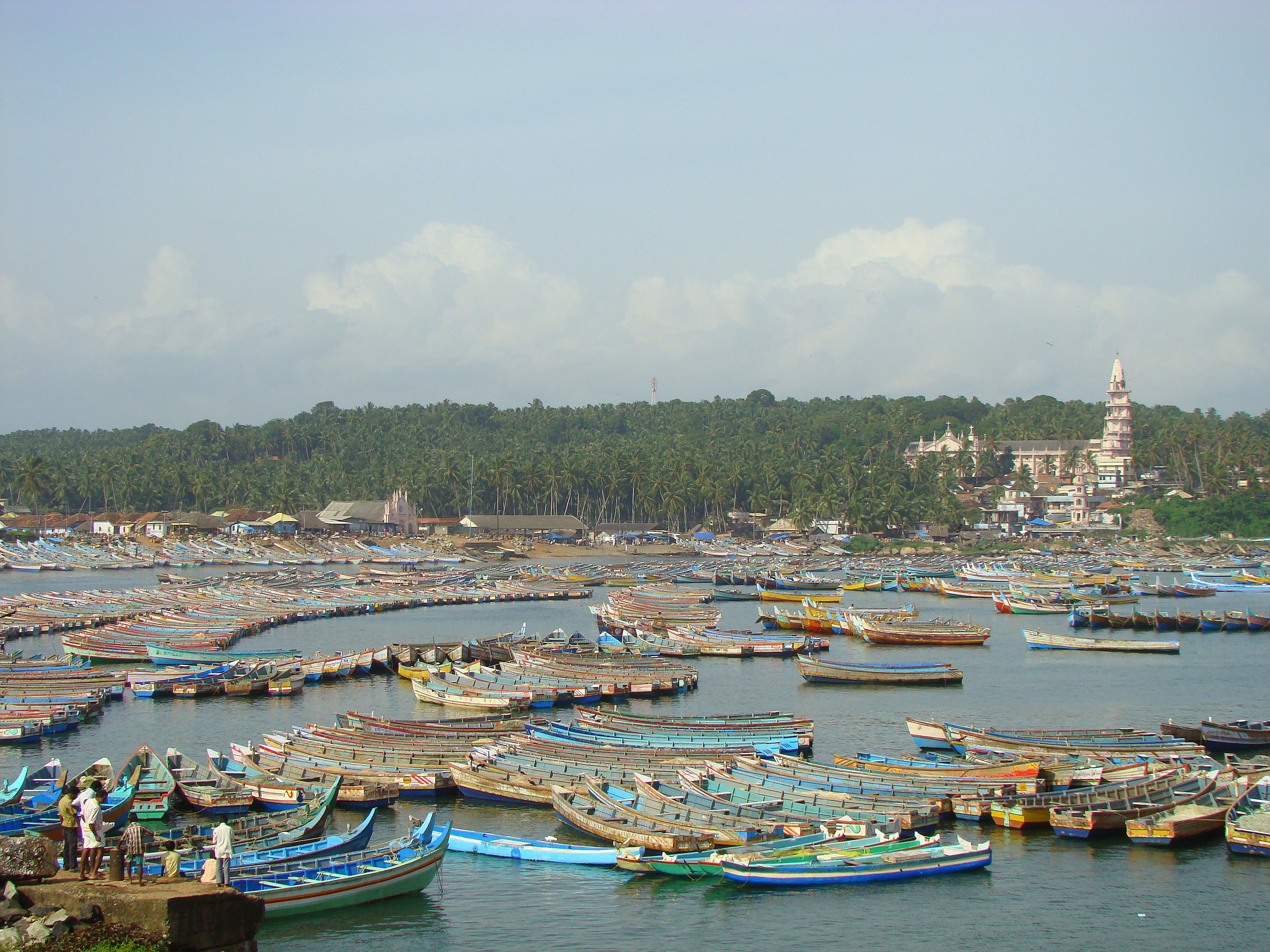
一個位於印度喀拉拉邦特里凡得琅的天然海港

天然港灣是一種地形，在天然港灣中，水體的一部分會受到保護，而且有足夠的深度為船隻提供停泊處。很多這樣的港灣都是溺灣。天然港灣長期擁有海上軍事上和經濟上的重要性，世界上很多大城市都坐落於此。擁有一個受保護的港灣會減弱海潮，從而減少人們對防波堤的需要。

## 不凍港
鄰近南極和北極的港灣，最重要的特點是不結冰，有些港灣更是常年不結冰。這些港灣會被稱為不凍港。不凍港的例子有俄羅斯摩爾曼斯克、聖彼得堡、挪威亨墨菲斯、芬馬克郡瓦爾德、加拿大魯珀特王子港和中國的大連港。

## 潮汐港
潮汐港是港灣的一種，船隻只能在潮水水位到達了一定的水平才可以進出。

## 重要港灣

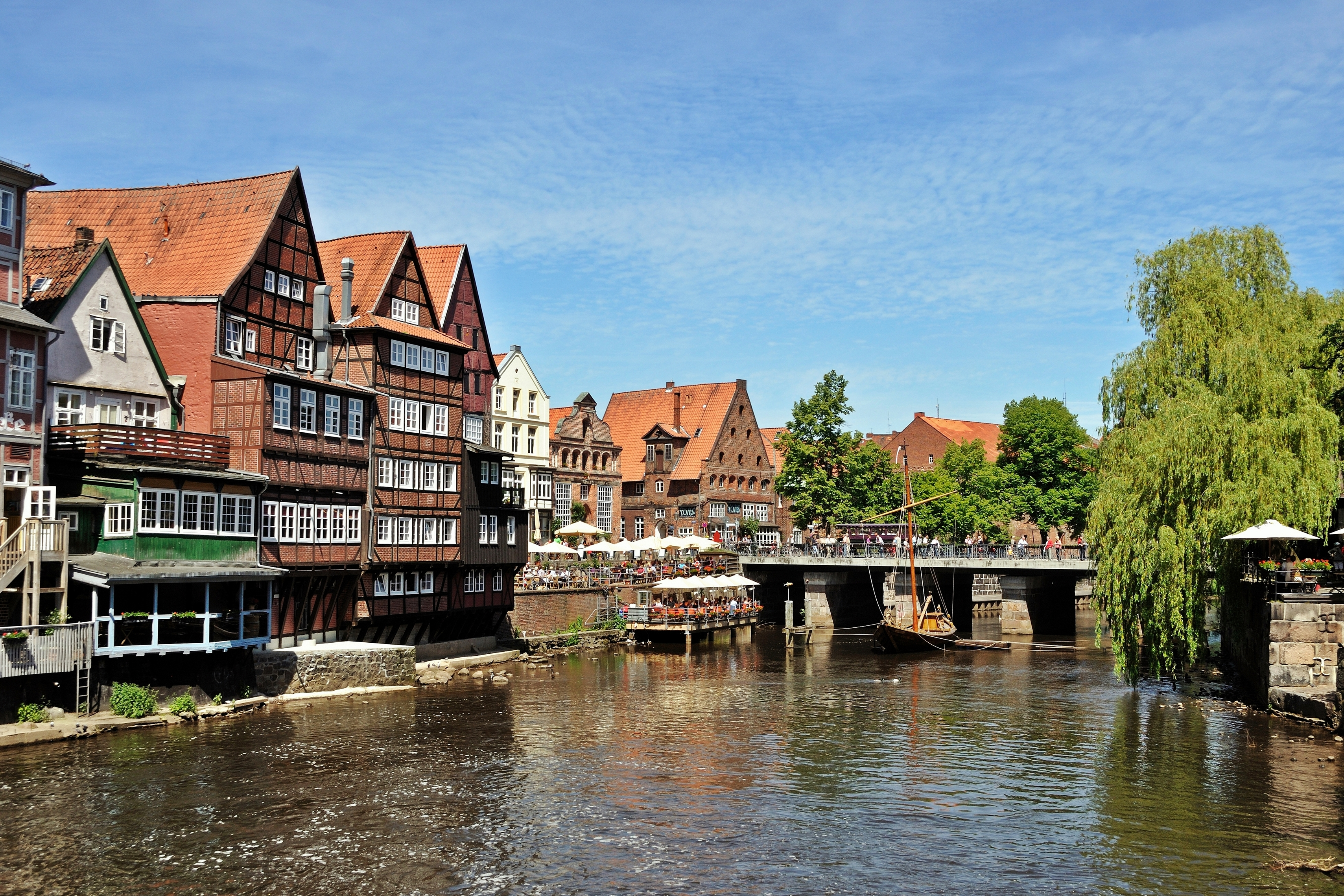
一個位於德國呂訥堡的老港灣

雖然世界上最繁忙的港口是一個競爭激烈的頭銜，不過在2009年世界上最繁忙的貨運港口是上海港。

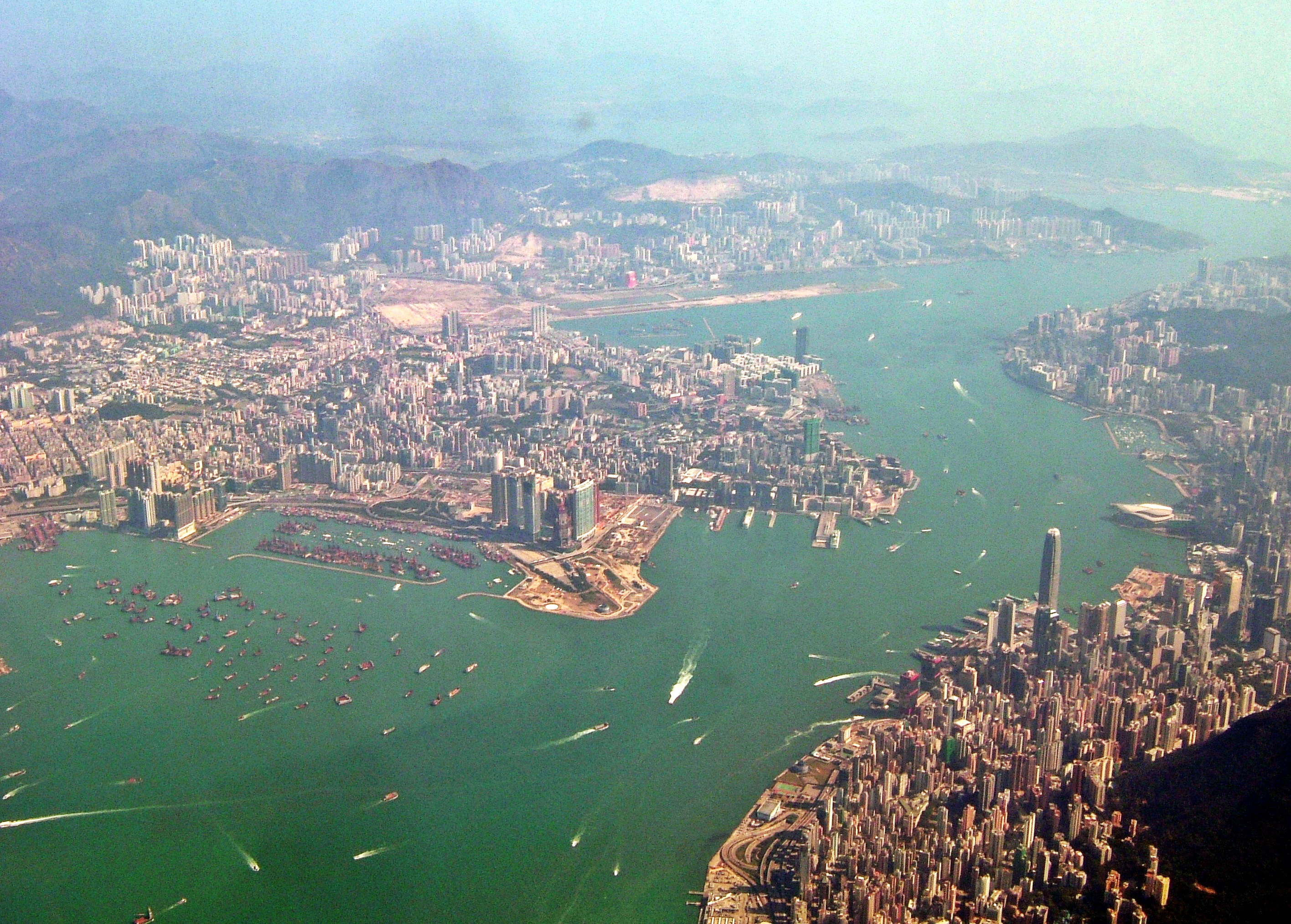
香港維多利亞港鳥瞰

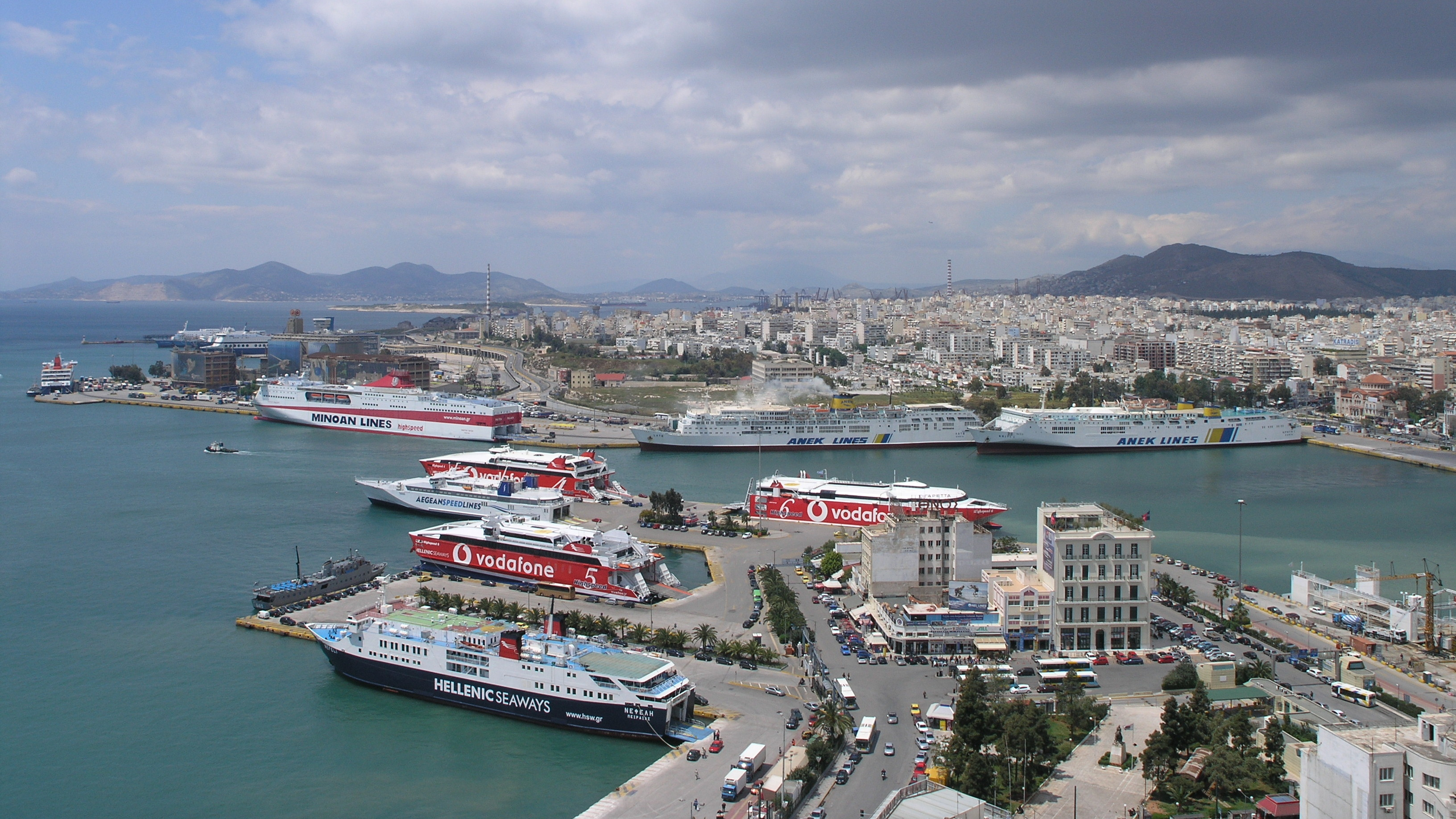
希臘比雷埃夫斯的港灣

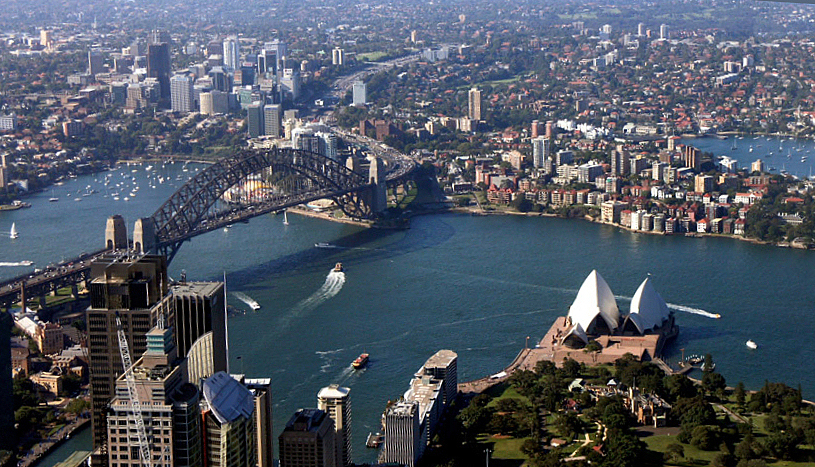
悉尼港

以下是世界上一些重要的大型港灣：
- 中华人民共和国遼寧省大連市旅順口
- 中华人民共和国上海市上海港

- 香港維多利亞港
- 日本神戶港
- 日本東京灣
- 釜山港
- 臺灣高雄港
- 菲律賓馬尼拉灣
- 印度安得拉邦維沙卡帕特南
- 印度柯枝
- 印度孟買
- 印度清奈港
- 印度喀拉拉邦特里凡得琅
- 巴基斯坦巴基斯坦信德省卡拉奇
- 斯里蘭卡亭可馬里
- 土耳其伊斯坦布爾金角灣
- 土耳其伊茲密爾內港
- 俄羅斯聖彼得堡

- 希腊阿提卡比雷埃夫斯
- 德国漢堡港
- 德国不來梅哈芬
- 瑞典哥德堡
- 荷蘭鹿特丹
- 比利时法蘭德斯安特衛普港
- 英国英格蘭多塞特郡普勒港
- 爱尔兰科克港
- 南非德班
- 弗里敦港
- 加拿大溫哥華
- 美国弗吉尼亞州漢普頓錨地
- 美国馬里蘭州巴爾的摩內港
- 美国麻省波士頓港
- 美国紐約港
- 美国夏威夷州檀香山珍珠港
- 美国加州聖地牙哥港
- 美国加州三藩市灣
- 巴哈马拿騷
- 威廉斯塔德
- 牙买加京斯敦
- 阿根廷布宜諾斯艾利斯
- 巴西里約熱內盧
- 巴西薩爾瓦多
- 乌拉圭蒙得維的亞

- 新南威爾斯州悉尼港
- 新西兰惠靈頓港

其他著名的海港還有：
- 巴西貝倫
- 中華民國（臺灣）台中港
- 中華民國（臺灣）基隆港
- 新加坡吉寶港口
- 比利时法蘭德斯澤布呂赫港
- 義大利熱那亞港
- 英国英格蘭多塞特郡波特蘭港
- 挪威特隆赫姆
- 波蘭格但斯克港
- 波蘭什切青港

## 註腳
1. ↑  Hattendorf, John B., , 牛津大學出版社: 第590頁, 2007年, ISBN 9780195130751
2. ↑  .   [2011-06-29]. （原始内容存档于2008-12-04）.
3. ↑   (PDF).   [2011-06-29]. （原始内容存档 (PDF)于2011-05-15）.